# Ziyad ibn Salih al-Khuza'i
Ziyād ibn Ṣāliḥ al-Khuzāʿī (in arabo ﺯﻳﺎﺩ ﺑﻦ ﺻﺎﻟﺢ ﺍﻟﺨﺰﺍﻋﻲ‎?; ... – 752/3) è stato un militare arabo agli ordini di Abū Muslim.

## Biografia
Militare era stato prescelto a suo tempo da Abū Muslim come naqīb (sostantivo arabo che significa "colui che investiga, che verifica") per convincere gli Arabi del Khorasan nel 747-8 ad aderire alla causa abbaside.
Dopo il trionfo abbaside nel 750, fu nominato Wālī di Bukhara e della Sogdiana (Sughd), dove intervenne per stroncare un moto di rivolta della guarnigione di Bukhara.
Fu poi urgentemente inviato a contrastare un poderoso esercito cinese, comandato dal generale coreano Kao hsien-chih, che aveva attaccato lo Čač - o S̲h̲ās̲h̲ - (in seguito Tashkent).
Lo scontro avvenne sul fiume Talas (luglio 751) e gli Arabi colsero una schiacciante vittoria, che ebbe conseguenze per il mondo di allora e dei secoli futuri, non solo islamico, dal momento che tra i prigionieri cinesi ve n'erano alcuni esperti in sericoltura e nella fabbricazione della carta, le cui tecniche di fabbricazione furono in tal modo apprese e messe a frutto dagli Arabi, ai quali si devono le prime cartiere nel Medio Oriente, nel Vicino Oriente e, grazie ad al-Andalus e alla Sicilia musulmana, nella stessa Europa.
Nel 752/3 Ziyād si rivoltò a sua volta contro Abū Muslim, senza cogliere alcun vantaggio per quel suo tradimento, in quanto, fuggito, fu catturato e consegnato dal dihqān di Bārkath ad Abū Muslim, che non esitò a metterlo subito a morte.